# Bollbusksläktet
Bollbusksläktet, Cephalanthus, är ett växtsläkte av familjen måreväxter, omfattade 6 arter, av vilka fyra förekommer i Amerika, en i Asien och en i Afrika.
Alla är buskar eller små träd med huvudsakligen samlade, trattlika blommor. Bollbuske (Cephalanthus occidentalis) från Nordamerika förekommer som prydnadsbuske.

## Arter
- Cephalanthus angustifolius[2]
- Cephalanthus glabratus[2]
- Cephalanthus natalensis[2]
- Cephalanthus occidentalis[2]
- Cephalanthus salicifolius[2]
- Cephalanthus tetrandra[2]